# José Castroverde
José Castroverde Prieto (Aspe, Alicante, España; 13 de agosto de 1957) fue un futbolista español que se desempeñaba como centrocampista.

## Clubes
| Club       | País   | Año         |
| ---------- | ------ | ----------- |
| Elche CF   | España | 1977 - 1983 |
| Granada CF | España | 1983 - 1985 |